# Harry van Bommel
Henricus (Harry) van Bommel (Helmond, 24 juni 1962) is een Nederlands voormalig politicus. Namens de SP was hij van 19 mei 1998 tot en met 22 maart 2017 lid van de Tweede Kamer der Staten-Generaal.

## Levensloop
Van Bommel doorliep de havo en de lerarenopleiding CLZ in Zwolle, en studeerde politieke wetenschappen aan de Universiteit van Amsterdam, waar hij in 1994 zijn doctoraalexamen behaalde. Daarna was hij enkele jaren docent Nederlands en Engels.
In 1994 werd Van Bommel lid van de gemeenteraad in Amsterdam. Na bij de Tweede Kamerverkiezingen van datzelfde jaar als nr. 5 van de SP-lijst niet verkozen te zijn in de Tweede Kamer, werd hij beleidsmedewerker Onderwijs en Defensie voor de SP-Kamerfractie. Bij de verkiezingen van 1998 kwam hij alsnog in de Kamer. Aanvankelijk hield Van Bommel zich bezig met onderwijs, cultuur en wetenschap, verkeer en waterstaat, defensie en buitenlandse zaken. Hij hield zijn maidenspeech op 22 september 1998, over onderwijs in het ziekenhuis. Door de groei van de SP in 2002 kon hij zich later vooral op buitenlandse zaken richten.
Om de week schreven Van Bommel en collega-Kamerlid Hero Brinkman van de PVV een column in de krant Sp!ts onder het kopje Haagse Herrie.
In augustus 2016 maakte Van Bommel bekend dat hij na de Tweede Kamerverkiezingen van 15 maart 2017 de Kamer zou verlaten. Op 22 maart 2017 sprak hij van de vertrekkende 71 Kamerleden als nestor de Kamer als laatste toe. Eind 2017 werd hij strategisch bestuursadviseur bij de gemeente Zwolle. In die hoedanigheid adviseerde hij vooral VVD-wethouder René de Heer.
Eind 2017 zegde hij zonder opgaaf van reden zijn partijlidmaatschap op.

## Profilering
Eind april 1999, een maand na de start van Operatie Allied Force, diende Van Bommel in de Tweede Kamer tijdens het debat over de ontwikkelingen in en rond Kosovo een motie in om een einde te maken aan de NAVO-bombardementen op het toenmalige Joegoslavië. De motie werd door slechts enkele volksvertegenwoordigers ondersteund.
Van Bommel verwierf verder onder meer bekendheid door zijn woordvoerderschap namens de SP betreffende de oorlog tegen het regime van Saddam in Irak en inzake de Margarita-affaire. Hij nam ook zitting in het Benelux-parlement. In het parlement was hij ondervoorzitter van de vaste Kamercommissie voor Buitenlandse Zaken.
Op 30 mei en 31 mei 2005 nam hij deel aan het debat over de Europese Grondwet. Hij was op 2 juni 2005 initiator van de motie-Van Bommel c.s. die opriep een brede maatschappelijke discussie over de toekomst van de Europese Unie te houden. De motie kreeg brede steun in de Tweede Kamer. Van Bommel voerde actief campagne voor een 'nee' in het referendum.
In 2006 woonde Van Bommel met vertegenwoordigers van onder andere Novib, ICCO en XminY het jaarlijks evenement voor andersglobalisme het Wereld Sociaal Forum bij.
Op 13 juli 2007 hadden Van Bommel en collega-Kamerleden Martijn van Dam (PvdA) en Mariko Peters (GroenLinks) een gesprek met vertegenwoordigers van Hamas in de Syrische hoofdstad Damascus. Andere Kamerleden die in Damascus waren, gingen niet mee naar dit gesprek, omdat Nederland officieel geen contact onderhoudt met organisaties die door de Europese Unie als terroristisch worden beschouwd.
In de zomer van 2007 kwam Van Bommel in het nieuws omdat hij zich moest verontschuldigen tegenover een medewerkster van de Nederlandse ambassade in Jordanië. Volgens eigen zeggen had hij gezegd dat zij er 'sensationeel' uitzag. Minister van Buitenlandse Zaken Maxime Verhagen (CDA) nam de kwestie hoog op. In eerste instantie zei Van Bommel dat het om 'een non-item' ging, later gaf hij toe dat hij terecht aangesproken was op zijn gedrag. In diezelfde periode kwam Van Bommel in het nieuws omdat hij publiekelijk verklaarde dat de SP democratischer moest worden.
Van Bommel steunde in 2015 Sharon Gesthuizen, toen zij landelijk voorzitter van de SP wilde worden. De functie ging echter naar Ron Meyer.
In 2017 werd zijn naam in een artikel in de New York Times genoemd in verband met een "fake news"-campagne omtrent het Nederlandse referendum over de Associatieovereenkomst tussen de EU en Oekraïne. Van Bommel voerde campagne tegen deze overeenkomst met een "Oekraïens team", waarvan echter verschillende leden Russen of Russische sympathisanten bleken te zijn. Van Bommel erkende dat dit bij een aantal van zijn helpers het geval kon zijn, maar zei dat het niet zijn verantwoordelijkheid was om hun identiteit te controleren. Thierry Baudet werd ook als betrokkene bij de campagne genoemd.

## Gaza-demonstratie

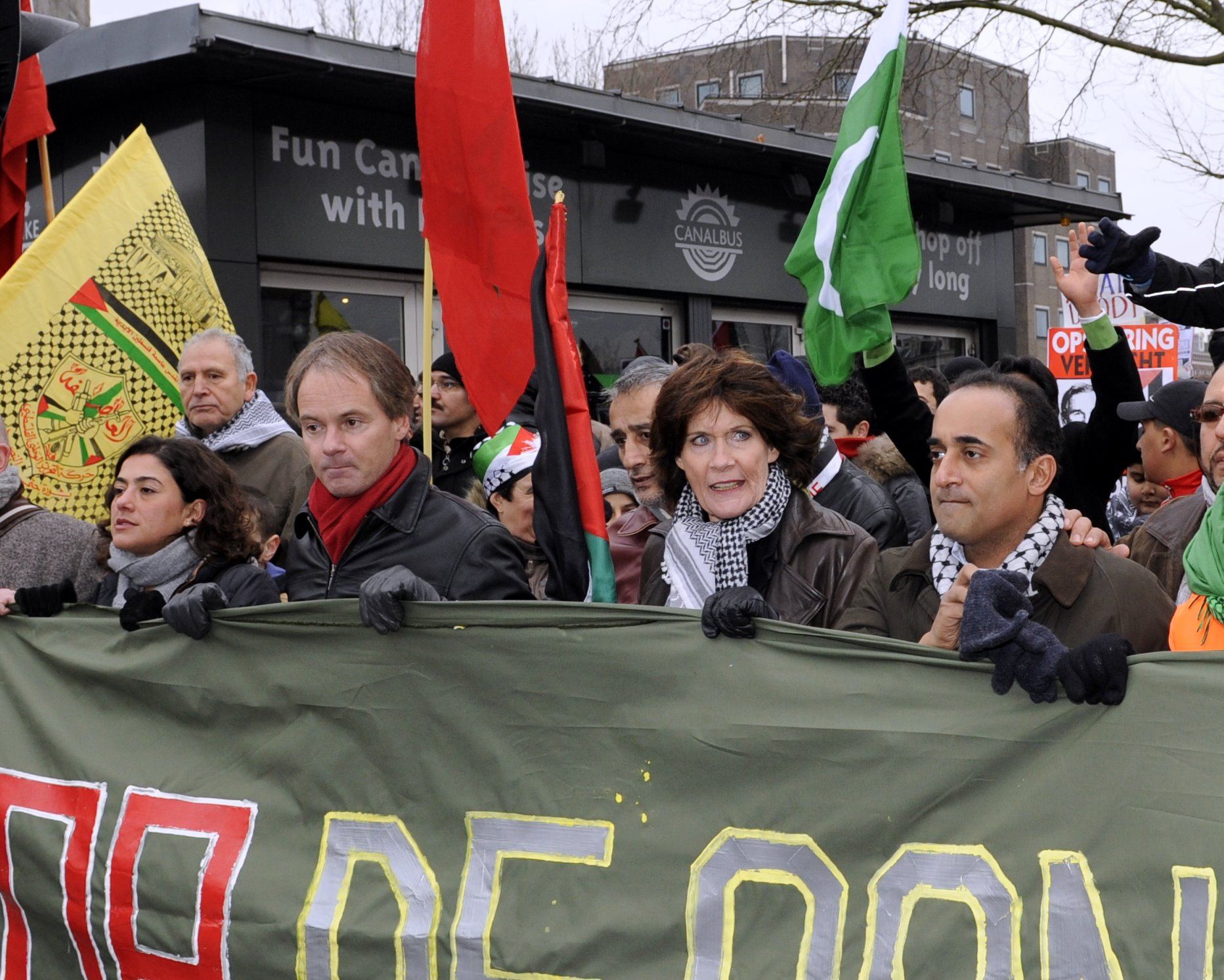
Museumplein, 3 januari 2009 Harry van Bommel en Gretta Duisenberg

Naar aanleiding van de Israëlische aanval op de Gazastrook eind 2008-begin 2009, liepen de SP-Tweede Kamerleden Van Bommel en Sadet Karabulut op 3 januari 2009 in Amsterdam mee in een betoging tegen het optreden van Israël, waarbij zij de leus "intifada (opstand), intifada, Palestina vrij" scandeerden. Dit leidde tot kritiek van de VVD, PVV en het CIDI, die stelden dat dit een oproep tot geweld was. Ook SP-fractievoorzitter Agnes Kant verklaarde: "Ik zou het niet zo gedaan hebben, want het leidt tot misverstanden". Van Bommel ontkende dat hij had willen oproepen tot geweld, volgens hem kan intifada ook worden opgevat als "burgerlijke ongehoorzaamheid". Het incident was voor rabbijn Raphael Evers van het NIK aanleiding om te verlangen dat Van Bommel niet aanwezig zou zijn bij de Auschwitzherdenking op 25 januari te Amsterdam. Het Nederlands Auschwitz Comité - de organisator van de bijeenkomst - verklaarde echter dat Van Bommel welkom was en noemde de zaak "een opgeblazen affaire". Maar uiteindelijk liet Van Bommel weten niet aanwezig te zullen zijn omdat hij niet wilde "dat commotie rond zijn aanwezigheid ten koste zou gaan van de eigenlijke herdenking".
Op 14 januari 2009 kondigde de advocaat Bram Moszkowicz aan Van Bommel en SP-fractiegenote Sadet Karabulut te willen laten vervolgen wegens de intifada-leus, ook omdat Van Bommel niet gereageerd had toen er achter hem 'Hamas, Hamas, Joden aan het gas' werd geroepen. Op 15 januari 2009 zei Van Bommel in een uitzending van Pauw & Witteman dat hij met zijn oproep een vreedzame intifada had bedoeld en dat hij geen leus 'Hamas, Hamas, Joden aan het gas' had gehoord. De beide Kamerleden zijn niet vervolgd.

## Onderscheidingen
Ter gelegenheid van de 30-jarige diplomatieke betrekkingen tussen Armenië en Nederland ontving Van Bommel op 10 mei 2022  uit handen van de Armeense premier Nikol Pasjinjan de 'Medaille van Dankbaarheid' (Armeens: Երախտագիտության մեդալ, Yerachtagitoetjan medal), een Armeense staatsonderscheiding.

## Trivia
In 2009 vernoemde de Iraakse stad Rezgari een plantsoen naar Van Bommel, vanwege de inspanningen van de SP om de Nederlandse gifgashandelaar Frans van Anraat te vervolgen.